# Ellen Farner
Ellen Farner (* 1940 oder 1941 in Deutschland) ist eine deutsche Schauspielerin. Sie arbeitete in den 1960er-Jahren als Schauspielerin sowie Model in Deutschland und Frankreich.

## Leben und Karriere
Farner arbeitete offensichtlich in den frühen 1960er-Jahren als Theaterschauspielerin, es lässt sich etwa ein Auftritt als Julia in Romeo und Julia in Ingolstadt nachweisen. Ihr Filmdebüt machte sie 1964 in Frankreich in einem Klassiker der Filmgeschichte: In Jacques Demys Filmmusical Die Regenschirme von Cherbourg spielte sie die Rolle der sanften Madeleine, mit der die männliche Hauptfigur am Ende des Filmes zusammenkommt. Der Film erhielt die Goldene Palme in Cannes und vier Oscar-Nominierungen. Farner trat anschließend im Kino nur noch neben Willy Millowitsch und Harald Juhnke in Die drei Scheinheiligen (1964) und an der Seite von Hans-Jürgen Bäumler und Terence Hill in Ruf der Wälder (1965) auf. Daneben war sie bis zum Jahr 1970 in mehreren Fernsehserien als Gastdarstellerin zu sehen.
Farner arbeitete auch als Model und war unter anderem auf der Titelseite der Zeitschrift Cinemonde abgebildet. Sie wurde von Dorian Leigh fotografiert und war bei der Agentur Paris Planning Women engagiert, wo sie bis nachweislich 1971 als Model arbeitete. Für die folgenden Jahrzehnte lassen sich keine Informationen über Ellen Farner finden.

## Filmografie
- 1964: Die Regenschirme von Cherbourg (Les Parapluies de Cherbourg)
- 1964: Der gelbe Pullover (Fernsehfilm)
- 1964: Die drei Scheinheiligen
- 1965: Die Karte mit dem Luchskopf (Fernsehserie, Folge Der Mann mit der Silbermaske)
- 1965: Die Abenteuer des Bob Moran (Bob Morane; Fernsehserie, Folge La vallée des brontosaures)
- 1965: Es geschah in Berlin (Fernsehserie, Folge Als gestohlen gemeldet)
- 1965: Unsterblichkeit mit Marschmusik (Fernsehfilm)
- 1965: Ruf der Wälder
- 1966: John Klings Abenteuer (Fernsehserie, Folge Goldfische)
- 1966: Intercontinental Express (Fernsehserie, Folge Die Puppe mit dem Porzellankopf)
- 1967: Von null Uhr eins bis Mitternacht (Fernsehserie, Folge Die Hochzeit)
- 1970: Sie schreiben mit (Fernsehserie, Folge Der Job)